# A Magyar Népköztársaság Elnöki Tanácsa
A Népköztársaság Elnöki Tanácsa (Elnöki Tanács, NET) a Magyar Népköztársaságban 1949. augusztus 23. és 1989. október 23. között az Országgyűlés mellett az államhatalom egyik legfőbb szerve volt. Testületként gyakorolta az általában az egyszemélyi államfőket megillető jogokat, kollektív államfői funkciót töltött be, ezen felül bizonyos korlátozásokkal az Országgyűlést helyettesítő jogkörrel is rendelkezett. Az Elnöki Tanács elnökből, két helyettes elnökből, titkárból és tizenhét további tagból állt, akiket az Országgyűlés saját tagjai közül választott a megválasztását követő alakulóülésén. Megbízatása az új Elnöki Tanács megválasztásáig tartott, tagjai újraválaszthatók voltak, és nem lehettek a kormány (Minisztertanács) tagjai. (Az államtitkári tisztség újbóli létrehozása után az államtitkárokra is kiterjedt az összeférhetetlenség.)
Az Elnöki Tanács létrehozásáról az 1949. augusztus 20-án hatályba lépett Magyar Népköztársaság Alkotmánya rendelkezett. A kollektív államfői intézmény ebben a formában szovjet mintára került a magyar alkotmányba, ahol az 1917 végi bolsevik hatalomátvételtől kezdve ezt a megoldást alkalmazták, bár előzményének tekinthető az 1944–46 között működött Nemzeti Főtanács is. Az Elnöki Tanács 1949. augusztus 23-ai megválasztásával egyidejűleg megszűnt a köztársasági elnöki tisztség, feladatainak nagy részét az Elnöki Tanács, illetve annak elnöke vette át. Első elnöke az addigi köztársasági elnök, Szakasits Árpád lett. Az Alkotmány 1989. évi módosítása megszüntette az Elnöki Tanácsot, és visszaállította a köztársasági elnök intézményét.

## Összetétele
A testület az elnökből, két helyettes elnökből, titkárból és tizenhét tagból állt. Az Országgyűlés alakulóülésén választotta meg az Elnöki Tanácsot az országgyűlési képviselők közül. Az Elnöki Tanács megbízatása addig tartott, amíg a következő országgyűlés új Elnöki Tanácsot nem választott. A Minisztertanács tagját nem lehetett az Elnöki Tanácsba választani. Gyakran előfordult, hogy ténylegesen testületként nem ülésezett, csak a szükséges aláírásokkal látták el a döntéseket.
Az Elnöki Tanácsnak általában tagjai voltak a párt (az MDP, majd az MSZMP) és a legfontosabb társadalmi szervezetek, tömegszervezetek vezetői vagy képviselői, helyet kaptak benne a kommunista felfogás szerinti legfontosabb társadalmi osztályok és rétegek reprezentánsai, az egyházak és a nemzetiségek képviselői, valamint a tudományos és a kulturális élet egyes kiemelkedő személyiségei, köztük pártonkívüliek is jelentős arányban. Ezen túlmenően az egypártrendszer kialakulása előtti pártok (Kisgazdapárt, Szociáldemokrata Párt, Nemzeti Parasztpárt, Magyar Radikális Párt) néhány reprezentatív alakja is tagja volt a testületnek, erre még az 1980-as években is gondosan ügyeltek. Ebben a tekintetben az Elnöki Tanács – főleg a Kádár-rendszerben – valóságosan reprezentálta a magyar társadalom széles rétegeit, de politikai értelemben természetesen az egypárti hatalomgyakorlás eszköze volt csupán.

## Hatásköre
Az Elnöki Tanács feladat- és hatáskörei két típusba tartoztak aszerint, hogy az Országgyűlést helyettesítő általános jogkörből fakadtak, vagy valamely jogszabály kifejezetten a testületnek címezte azt.
A helyettesítő jogkörben az Elnöki Tanács többek között törvényerejű rendeleteket alkotott, melyek a jogszabályi hierarchiában a törvényekkel egy szinten álltak, így akár módosíthatták is azokat. A törvényerejű rendeleteket az Országgyűlés következő ülésén be kellett mutatni, parlamenti jóváhagyáshoz azonban nem voltak kötve. A helyettesítő jogkör egyetlen korlátja a népköztársasági alkotmány eredeti szabályai szerint az volt, hogy a NET nem módosíthatta az alkotmányt. 1987-ben a helyzet annyiban megváltozott, hogy elhatárolták a csak törvényben szabályozható tárgyköröket, amelyekről a továbbiakban nem lehetett törvényerejű rendeletet alkotni. Ugyancsak kiterjedt a NET Országgyűlést helyettesítő jogköre a választásokra és kinevezésekre is, így például a kormány (a Minisztertanács) tagjait is megválaszthatta és felmenthette.
Az Elnöki Tanács saját feladat- és hatáskörei nagyrészt olyan elemekből álltak, amelyek általában az államfőket illetik meg. Emellett a NET legfőbb államhatalmi szervként őrködött az alkotmány betartásán és betartatásán, és e jogkörében bármely jogszabályt vagy államigazgatási aktust megsemmisíthetett vagy megváltoztathatott, ha az az alkotmányba ütközött, továbbá bármely állami szervet beszámoltathatta. Ugyancsak alkotmányossági felügyeletet gyakorolt a tanácsok fölött.

## Törvényerejű rendeletek
Az Elnöki Tanács törvényerejű rendeleteket alkothatott, amelyekkel az Alkotmány kivételével bármely törvényt módosíthatott. Fennállásának időszakában a törvényerejű rendeletek kibocsátása a törvények alkotását is gyakran háttérbe szorította, mivel az Országgyűlés csak évente négyszer, általában két-két hét időtartamban ülésezett.

## Kapcsolódó szócikk
- A Magyar Népköztársaság Elnöki Tanácsa tagjainak listája